# 1446
Cette page concerne l'année 1446  du calendrier julien.
L'année 1446 est une année commune qui commence un samedi.

## Événements
- 2 août : début du second sultanat ottoman de Murad II (fin en 1451)[1].
- Été[2] : le Portugais Nuno Tristão atteint le cap Rouge (cabo dos Mastros) et reconnait les côtes de la Guinée-Bissau. Il est tué avec 17 de ses compagnons en opérant une razzia sur les indigènes dans l'embouchure d'un fleuve (rio Nunez). Alvaro Fernandez progresse plus avant et dépasse le fleuve Tabite, peut être jusqu'à la hauteur de l'actuelle Conakry[3]. L’expédition de Nuno Tristão est attaquée par les flottilles de Sénégambie et il est tué par les Sérères avec plusieurs de ses compagnons[4],[5]. Les pirogues africaines, très rapides, sont susceptibles de porter jusqu’à une centaine de guerriers. Les Européens sont vulnérables sur les fleuves, ce qui retardera la progression de la colonisation vers l’intérieur de l’Afrique.
- 9 octobre, Corée : le roi Sejong publie un système d’écriture à la fois alphabétique et syllabique (Hangeul)[6].

- En Inde, début du règne de Mallikarjuna, empereur du Vijayanagar (fin en 1465)[7].
- Mexique : date traditionnelle de l'abandon de Mayapan, la capitale maya[8].

### Europe

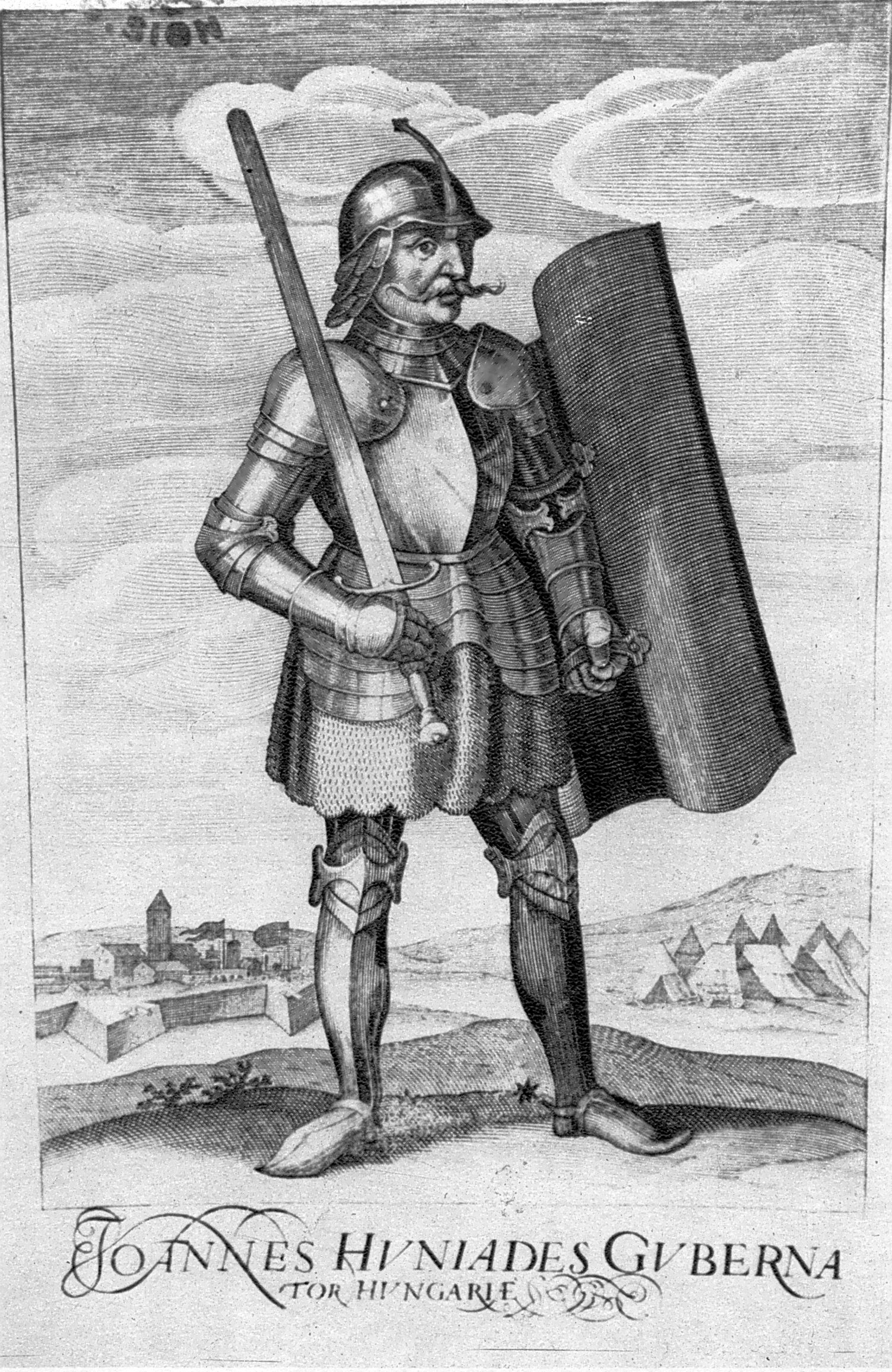
Hongrie : L’élection par la diète de Jean Hunyadi, membre d’une famille d’origine roumaine, anoblie et possessionnée dans la région de Hunedoara (Transylvanie) comme régent du royaume est la revanche de la petite noblesse hongroise hostile par principe à un souverain d’origine étrangère.

- 11 janvier[9] : bulle Ut sacra ordinis Minorum. Le pape Eugène IV constitue l’ordre des franciscains en deux congrégations autonomes, les observants et les conventuels, toutes deux soumises au général de l’ordre[10].
- 13 février : arrestation de Vassili II de Russie[11]. Les Moscovites se révoltent contre les dotation faites aux princes Mongols. Dimitri Chemyaka en profite pour s’emparer de Vassili II, l’aveugler et l’envoyer en exil à Ouglitch.
- 6 mars : bataille de Ragaz, dernier épisode militaire de l'Ancienne guerre de Zurich[12]. Un cessez-le-feu est conclu le 12 juin[13].
- 5 juin[14] : Jean Hunyadi (1407-1456) devient gouverneur de Hongrie (fin en 1452).
- 26 mai : ordonnance de Charles VII organisant définitivement les Compagnies d'ordonnance en France. Elles sont financées par la levée d’un impôt annuel permanent, la taille 1 200 000 livres voté par les États généraux[15].
- 26 juin : arrestation de Gilles de Bretagne, frère du duc François Ier de Bretagne par le « parti français » au château du Guildo[16].
- Septembre : rupture ouverte entre le dauphin Louis et Charles VII de France. Le futur Louis XI quitte la cour pour le Dauphiné[17].
- 5 octobre : Concordat de Francfort entre le Saint-Siège et la nation allemande[18].
- 28 octobre : une ordonnance royale rétablit la désignation par le roi de France des membres du parlement de Paris[19].
- 3 décembre : le sultan Murat II, revenu aux affaires, fait ouvrir une brêche sur le mur de l'Hexamilion de l'Isthme de Corinthe et envahit la Morée (hiver 1446-1447)[20].

- Mahmutek (en) s’empare de Kazan où il détrône Ali Beg qui a usurpé l'autorité[21]. Le khanat de Kazan s’étend alors sur l’ancien territoire des Bulgares et domine des Tatars, Bachkirs et Tchouvaches turcophones comme des Tchérémisse et Mordves non-turcophones.
- Le concile de Bâle fait brûler l’Allemand Nicolas de Buldersdorff qui, s’étant déclaré fils de Dieu, annonçait la fin de l’ère du Nouveau Testament et le commencement du septième âge du monde[22].
- La municipalité de Dijon requiert l’interdiction de l’importation de vin étranger (Rhône et Languedoc) en Bourgogne[23].